# Ciechanów
Ciechanów – miasto w Polsce położone w województwie mazowieckim. Miejscowość jest siedzibą powiatu ciechanowskiego. Leży nad rzeką Łydynią, ok. 100 km na północ od Warszawy.
Był miastem królewskim Korony Królestwa Polskiego. Miejsce obrad sejmików ziemskich ziemi ciechanowskiej od XVI wieku do pierwszej połowy XVIII wieku. Ciechanów należał do starostwa ciechanowskiego w 1617 roku. Miasto rządowe Królestwa Kongresowego, położone było w 1827 roku w powiecie przasnyskim, obwodzie przasnyskim województwa płockiego. W latach 1975–1998 miasto było stolicą województwa ciechanowskiego.
Według danych GUS z 1 stycznia 2024 r. miasto liczyło 41 740 mieszkańców, będąc 12. najludniejszym miastem w województwie.

## Położenie
Według danych z 2007 roku Ciechanów miał obszar 32,51 km², w tym: użytki rolne: 58%, użytki leśne: 3%.
Według danych z 1 stycznia 2010 r. powierzchnia miasta wynosiła 32,78 km². Miasto stanowi 3,08% powierzchni powiatu.

## Historia
Badania archeologiczne prowadzone na terenie Ciechanowa w latach 60. XX w. przez Irenę Górską sugerują, że na terenie dzisiejszego miasta funkcjonowała niewielka osada, być może już okresie VII–X w.

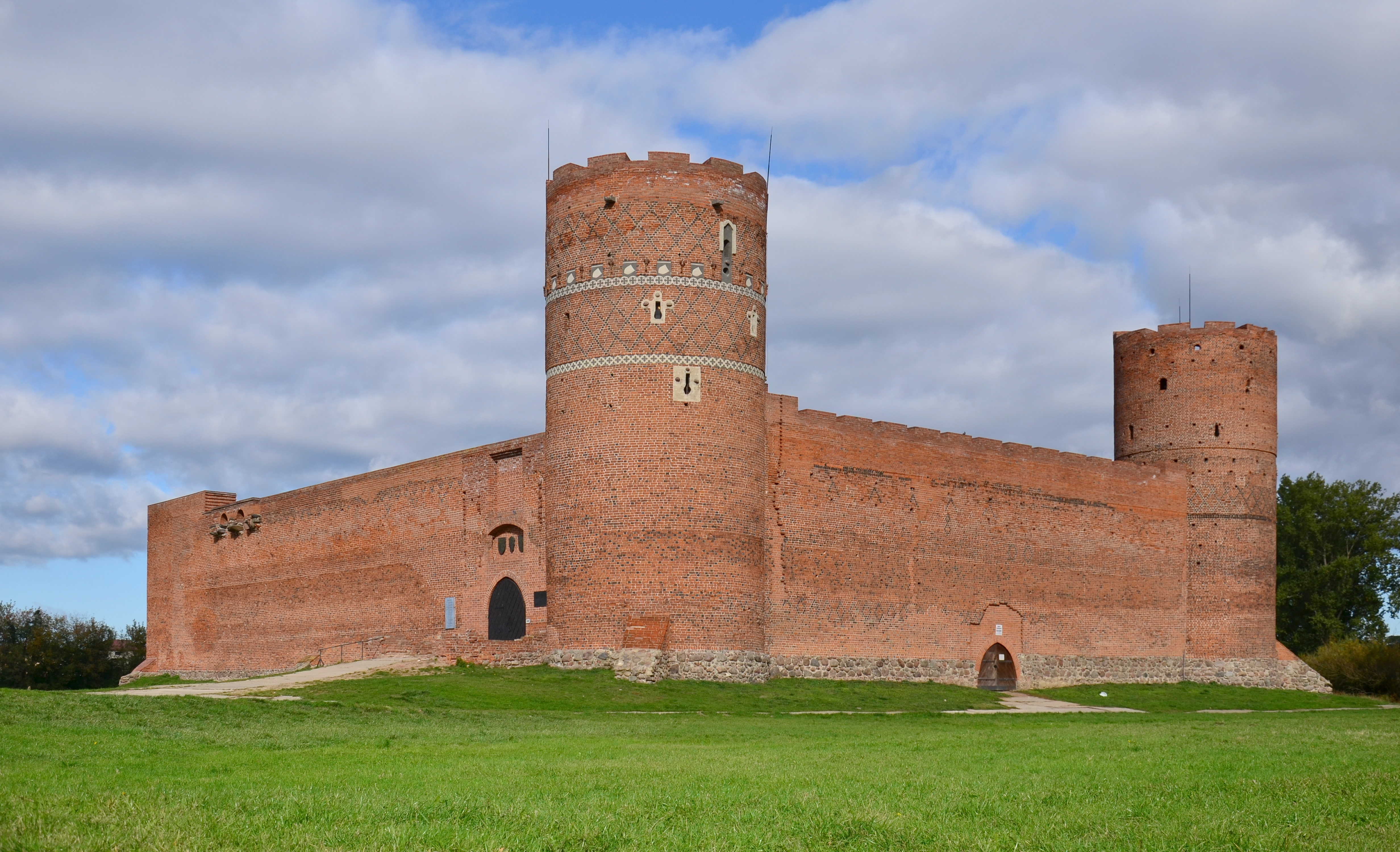
Zamek w Ciechanowie

W drugiej połowie X w. Mazowsze zostało włączone do państwa pierwszych Piastów. Zdaniem większości badaczy nastąpiło to za panowania Siemomysła, ojca Mieszka I, według innych nawet w końcu X w. Pierwsza pisana wzmianka o Ciechanowie pochodzi z 1065 r. z dokumentu mogileńskiego wydanego przez Bolesława Śmiałego, w którym król uposaża ufundowany wówczas klasztor benedyktynów w Mogilnie. Ciechanów wymieniony jest z nazwy jako jeden z 19 grodów (castrum) i obciążony dziesięciną na rzecz klasztoru. Zdaniem A. Kociszewskiego w XI w. na terenie Ciechanowa funkcjonowały 4 kościoły, co stawiało miasto na drugim miejscu na Mazowszu. Inną opinię wyraża W. Górczyk, który dopuszcza istnienie tylko jednego kościoła w II poł. XI w. w tym mieście. W okresie wczesnego średniowiecza trzon zespołu osadniczego na terenie dzisiejszego Ciechanowa stanowił gród i podgrodzie, którego północny zasięg wyznaczała dzisiejsza ulica Strażacka. Od południa przylegała do nich najprawdopodobniej niewielka osada targowa. W promieniu 2–4 km funkcjonował zespół osad znajdujących się na terenie obecnego miasta. Ze względu na strategiczne położenie gród ciechanowski stanowił ośrodek obronny na północnym Mazowszu był przez to wielokrotnie najeżdżany przez Pomorzan, Prusów i Jaćwingów, Litwinów, a później przez zakon krzyżacki. O znaczeniu ówczesnego Ciechanowa świadczy skupienie wokół miasta skarbów wczesnośredniowiecznych. Na terenie dzisiejszego miasta oraz w jego okolicach zlokalizowano łącznie 16 znalezisk.

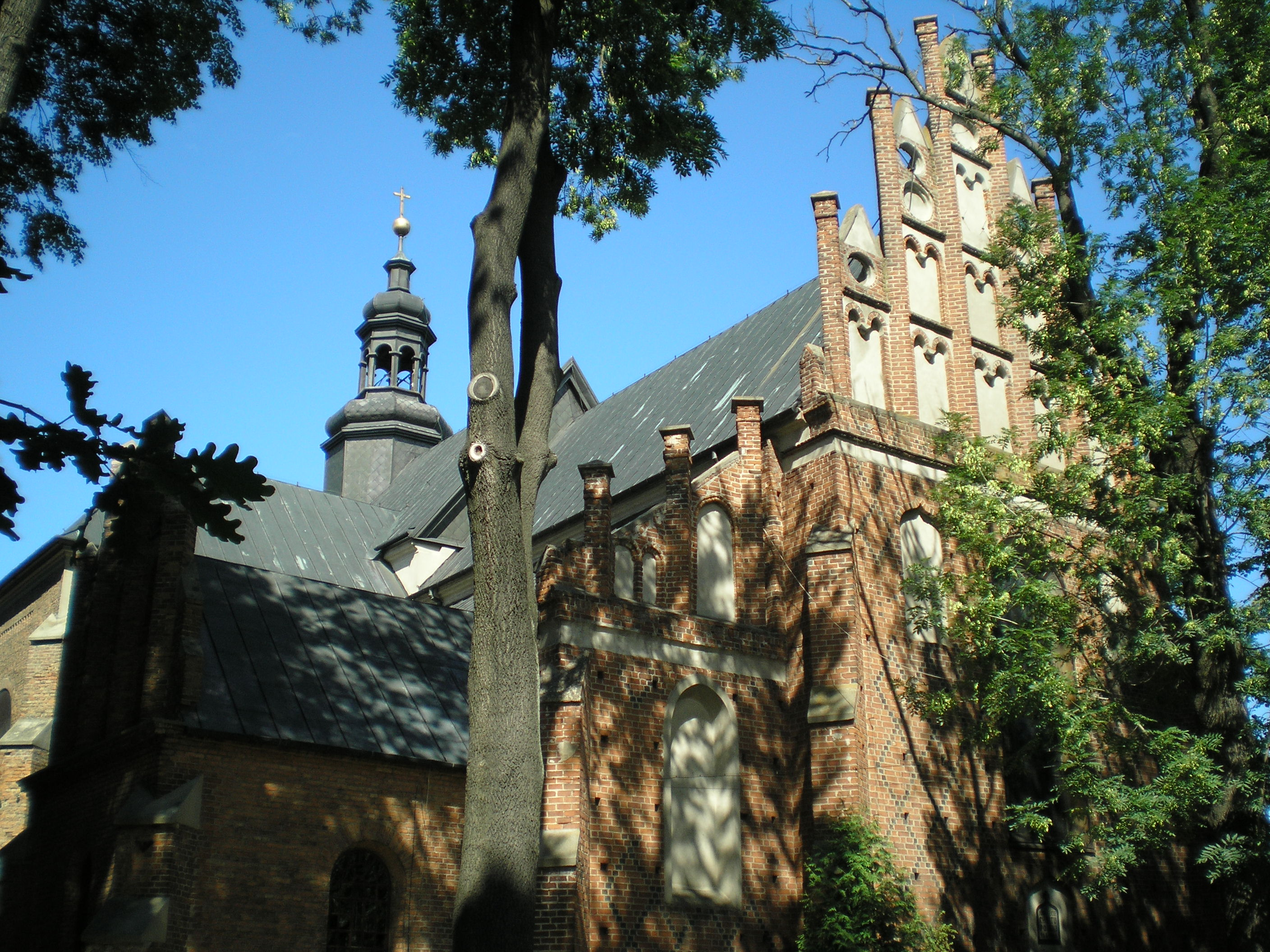
Kościół farny w Ciechanowie

Odnalezione dotychczas źródła pozwalają na pewne stwierdzenie istnienia kasztelanii ciechanowskiej w połowie XIII w. W dokumencie z 1254 r. występuje pierwszy znany kasztelan ciechanowski – Racibor (Rethiborius). W 1240 r. występował kasztelan ciechanowski Pomścibór. Jego funkcjonowanie, w oparciu o sobie znane źródła potwierdza Stanisław Pazyra.
W 1337 roku miał miejsce najazd litewski na Ciechanów.
Interesującym problemem w dziejach miasta jest data jego lokacji. Pewny jest przywilej Janusza I Starszego z roku 1400 przenoszący miasto w nowe miejsce. Część historyków uważa, że już w połowie XIV w. Ciechanów musiał posiadać prawa miejskie. Świadczyć o tym miałby dokument z 1375 r., wydany również przez Janusza I, w którym stwierdzono wprost, że miasto posiada prawo chełmińskie. Zdaniem W. Górczyka, w II poł. XIV w. Ciechanów otrzymał prawo targu, zaś przywilej z roku 1400 był pierwszą lokacją miasta, świadczy o tym choćby brak regularnej zabudowy przed rokiem 1400. Również Marian Gumowski podaje rok 1400 jako datę lokacji Ciechanowa. Na początku lat 90. XX w. opublikowano tzw. rocznik ciechanowski, który miał potwierdzać lokację miasta w 1266 r. Jednak dokument ten okazał się dwudziestowiecznym fałszerstwem. W celu podniesienia rangi Ciechanowa, autor rocznika ciechanowskiego J. Gaczyński, dopuścił się także innego fałszerstwa, jak pisze Stanisław Suchodolski, który odkrył to fałszerstwo: „Innego typu mistyfikacji dopuścił się J. Gaczyński, fabrykując relacje o odkryciach archeologicznych dokonanych przed rokiem 1921 przy kościele parafialnym w Ciechanowie. Miano tu znaleźć denar typu GNEZDVN CIVITAS. Celem tego fałszerstwa było podniesienie prestiżu rodzinnego miasta”.

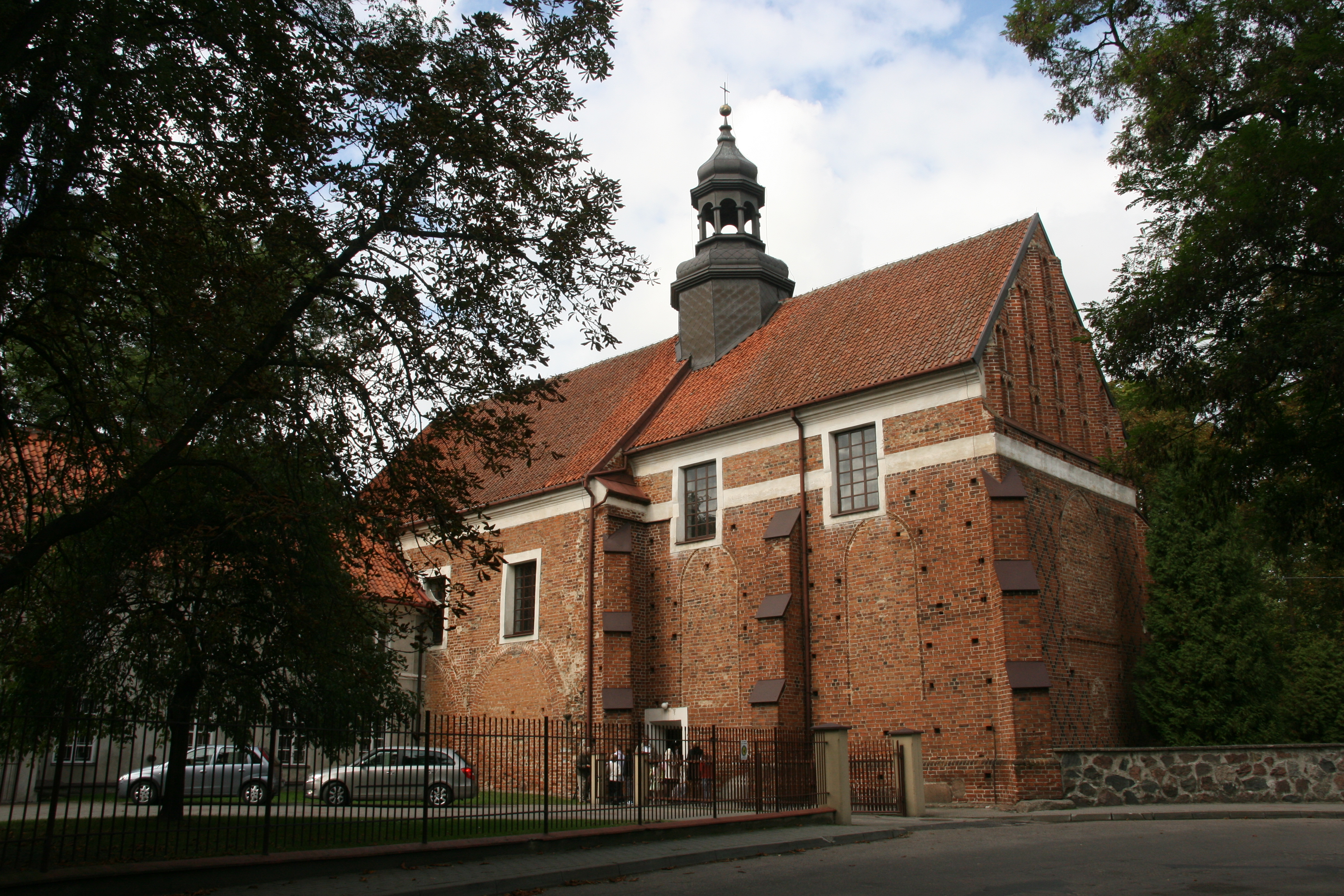
Poaugustiański kościół Nawiedzenia NMP

Pomyślny okres dla miasta trwał od XIV do XVI w. W tym czasie liczba mieszkańców sięgnęła 3,5 tys. Kupcy ciechanowscy handlowali nawet z odległymi miastami, odbywały się wielkie targi i zjazdy rycerstwa. Pod koniec XIV w. na mokradłach Łydyni książę Janusz I Starszy rozpoczął budowę zamku. Jego ojciec, Siemowit III, sprowadził do Ciechanowa w 1358 r. zakon augustianów, którzy rozpoczęli budowę kościoła (pierwotnie drewnianego, a od XVI wieku murowanego) oraz klasztoru.
Z 1507 roku pochodzi pierwsze świadectwo istnienia osiedla żydowskiego w Ciechanowie.
W 1526 r., po śmierci ostatnich książąt mazowieckich, Ciechanów włączono do Korony. Miasto i okolice zostały przekazane jako wiano ślubne królowej Bonie, która przyczyniła się znacznie do rozwoju miasta.
W 1553 roku w rejonie ul. Warszawskiej wzniesiono murowany kościół Świętego Ducha. Przy nim były hospicjum i cmentarz. Rozebrano go ostatecznie po 1797 roku.
W 1559 r. spisano w Ciechanowie prawo bartne po raz pierwszy w Polsce jako samodzielny dokument. Obejmowało ono starostwa przasnyskie oraz ciechanowskie.
Kanclerz wielki litewski Albrycht Stanisław Radziwiłł niezbyt pochlebnie wyrażał się o Ciechanowie. Zapisał w swoich pamiętnikach pod datą 1 marca 1646 r.: „Ktoś mógłby nazwać Ciechanów mieszkaniem szczurów; wszelkie prawie domy zaplugawione.”.
Wraz z wiekiem XVII nastąpił powolny upadek miasta, spowodowany najazdami szwedzkimi i pożarami. Ciechanów długo nie mógł powrócić do dawnej świetności.
Po II rozbiorze Polski Sejm Rzeczypospolitej podniósł miasto do rangi stolicy województwa. Po III rozbiorze Ciechanów stał się prowincjonalnym miastem w powiecie przasnyskim.
W 1806 r., podczas kampanii Napoleona na Mazowszu, miasto zostało ograbione i zniszczone. W XIX w. ludność Ciechanowa wspierała dążenia niepodległościowe, w okolicy toczyły się walki powstańcze. Pod koniec XIX w. nastąpiło ożywienie gospodarcze. W 1864 r. zbudowano tu pierwszy na Mazowszu browar parowy. Trzy lata później Ciechanów stał się miastem powiatowym. W 1877 r. dotarła tu Kolej Nadwiślańska, a w 1882 r. wybudowano cukrownię. W latach 1905–1906 miały miejsce strajki szkolne i robotników rolnych, działały koła SDKPiL i PPS. Rozwijała się spółdzielczość i oświata, zaangażowani w to byli m.in. Maria Konopnicka, Ludwik Krzywicki i Aleksander Świętochowski. Od 1907 w miejscowej cukrowni pracował Marceli Nowotko, tworzący tam organizację socjalistyczną.

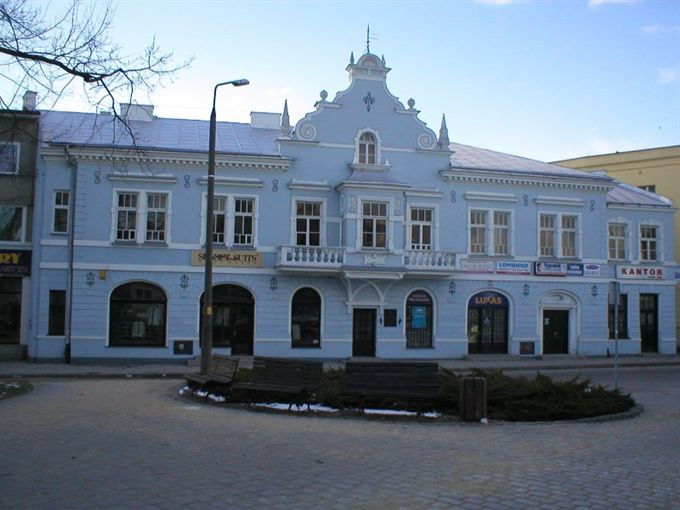
Kamienica Brudnickich

Wybuch I wojny światowej i kilkakrotne zniszczenie zahamowały rozwój miasta. W 1915 r. pod Ciechanowem przebiegała linia frontu niemiecko-rosyjskiego. W latach 1918–1920 liczne strajki robotniczo-chłopskie, działalność rad delegatów robotniczych.
W okresie wojny polsko-bolszewickiej w 1920 r. podczas bitwy nad Wkrą miasto stanowiło punkt obrony bolszewickiej (mieścił się tu sztab korpusu). Wypad 203 pułku ułanów 15 sierpnia 1920 r. doprowadził do zajęcia, rozbicia sztabu i zniszczenia głównego ośrodka łączności, co stworzyło dogodne warunki do działań 5 Armii gen. W. Sikorskiego i rozpoczęcia ofensywy znad Wieprza.  
Po opuszczeniu miasta przez Armię Czerwoną władze wojskowe rozstrzelały w dniu 20 sierpnia 1920 r. 8 członków Komitetu Rewolucyjnego i Milicji Ludowej w mieście. 

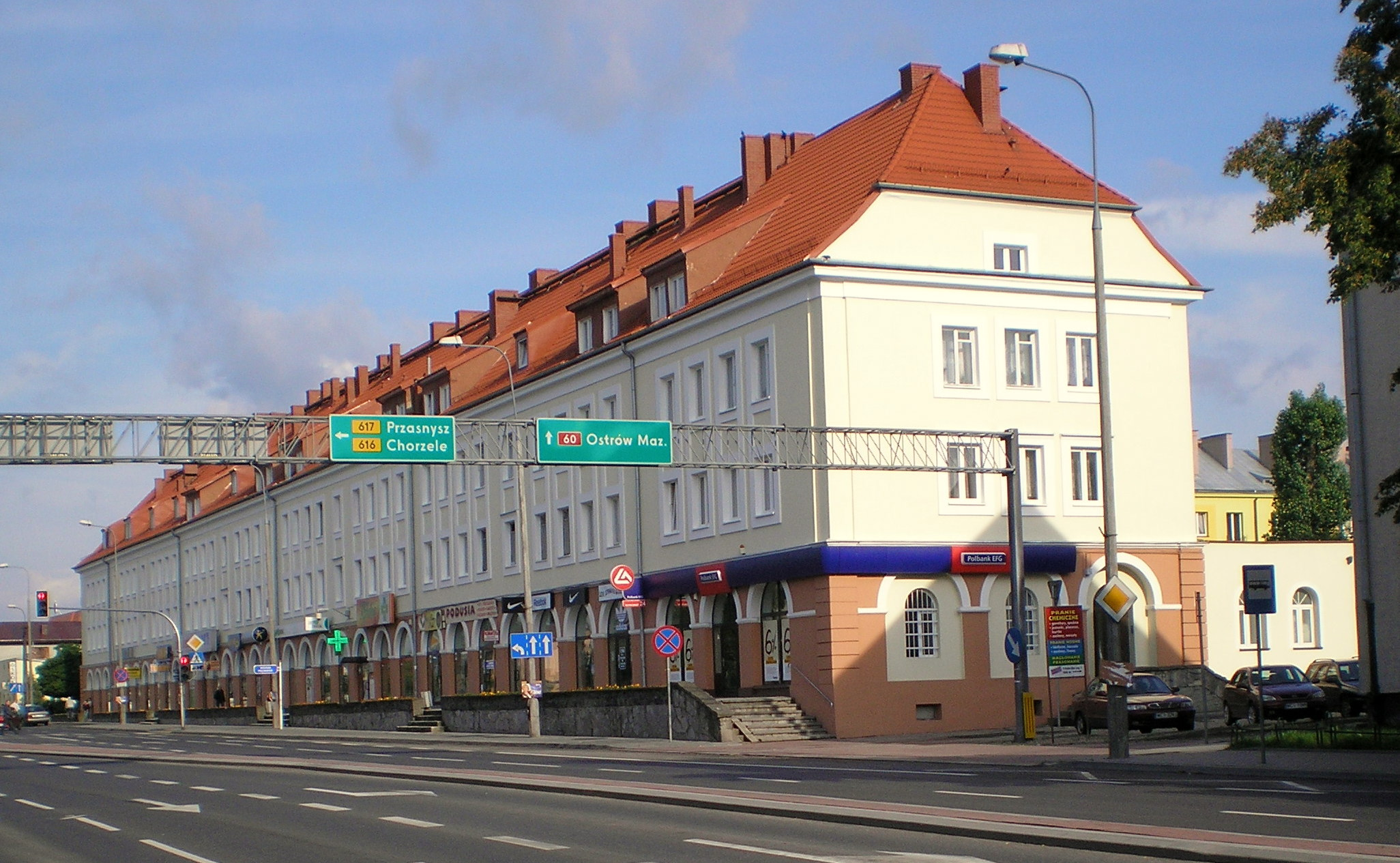
Hala Pułtuska

Wraz z odzyskaniem niepodległości, mimo trudności i kryzysów, przystąpiono do odrabiania zacofania narosłego w okresie niewoli. Następuje ożywienie gospodarcze, rozpoczęto realizację długofalowych planów rozwojowych. Szczególnie wiele uczyniono w zakresie oświaty i kultury, tworząc powszechnie akceptowany wzorzec kultury regionalnej. Ciechanów nadal pełnił funkcje powiatowe w obrębie woj. warszawskiego, a jego ludność wzrosła w latach 1921–1938 z 12 tys. do 15,5 tys. osób. Należy też podkreślić rolę, jaką w życiu miasta odgrywał 11 pułk Ułanów Legionowych im. Marszałka Edwarda Śmigłego-Rydza.

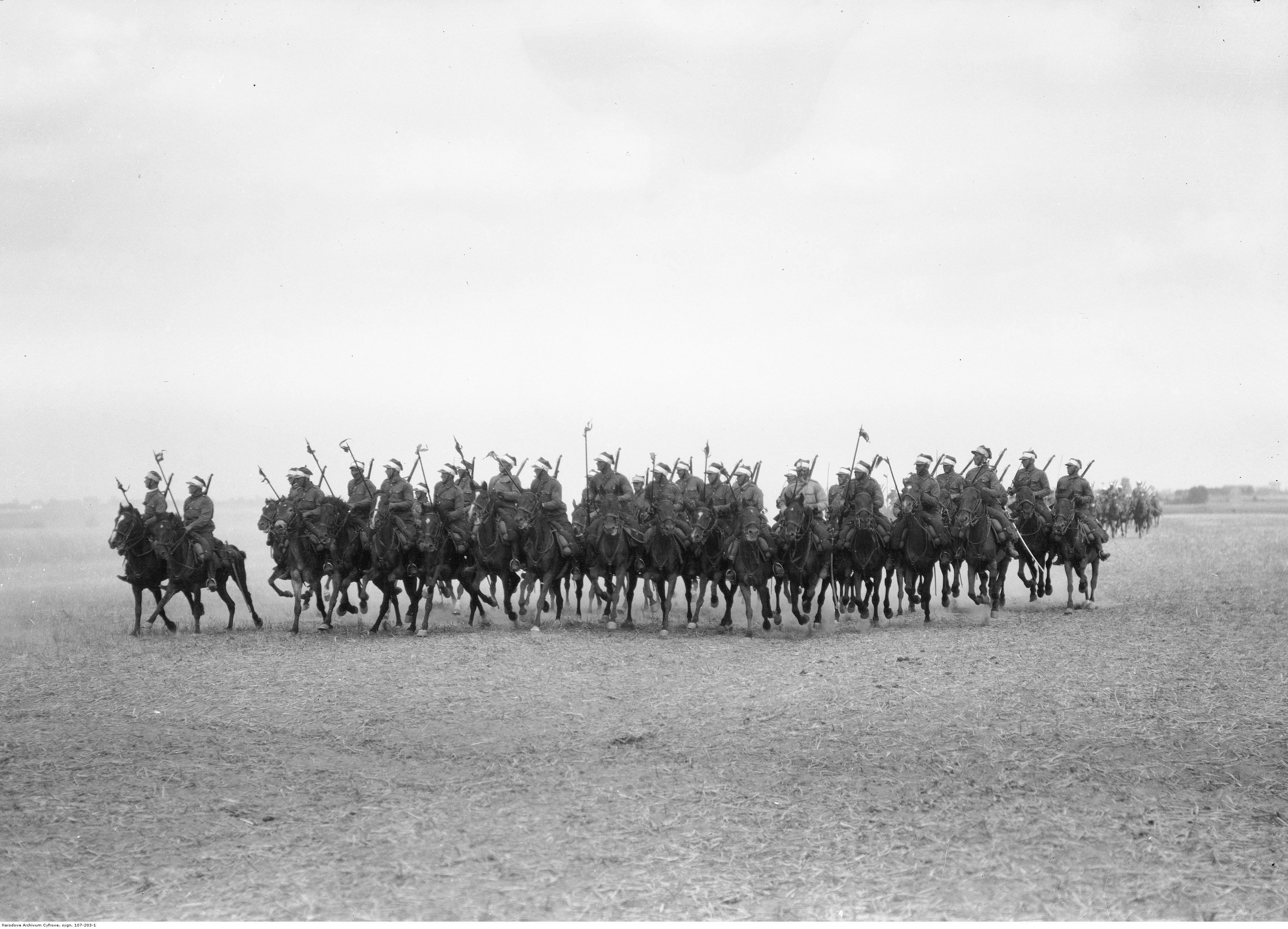
Pluton 11 Pułku Ułanów podczas defilady w Płocku

Z 3 września na 4 września 1939 r. miasto zostało zajęte przez Niemców. Ciechanów został wcielony do III Rzeszy i przemianowany na niem. Zichenau jako stolica rejencji ciechanowskiej. Rozpoczęła się eksterminacja ludności polskiej i żydowskiej. Zbudowano 3 obozy pracy, tysiące mieszkańców miasta wywieziono lub rozstrzelano. W mieście stacjonowało komando SS (skierowane m.in. do Jedwabnego). Z okupantem walczyły tu oddziały Armii Krajowej, Narodowych Sił Zbrojnych, Batalionów Chłopskich i Armii Ludowej. W nocy z 15 na 16 stycznia, hitlerowcy aresztowali i rozstrzelali ok. 100 mężczyzn, których podejrzewali o współpracę z podziemiem. 19 stycznia 1945 roku oddziały 2 Armii Uderzeniowej II Frontu Białoruskiego dowodzonego przez marszałka Rokossowskiego wkroczyły do Ciechanowa. Miasto zostało zdobyte w wyniku manewru oskrzydlającego. Hitlerowcy zagrożeni okrążeniem wycofali się z miasta.
Na terenie miasta zaraz po jego zdobyciu funkcjonował obóz NKWD.

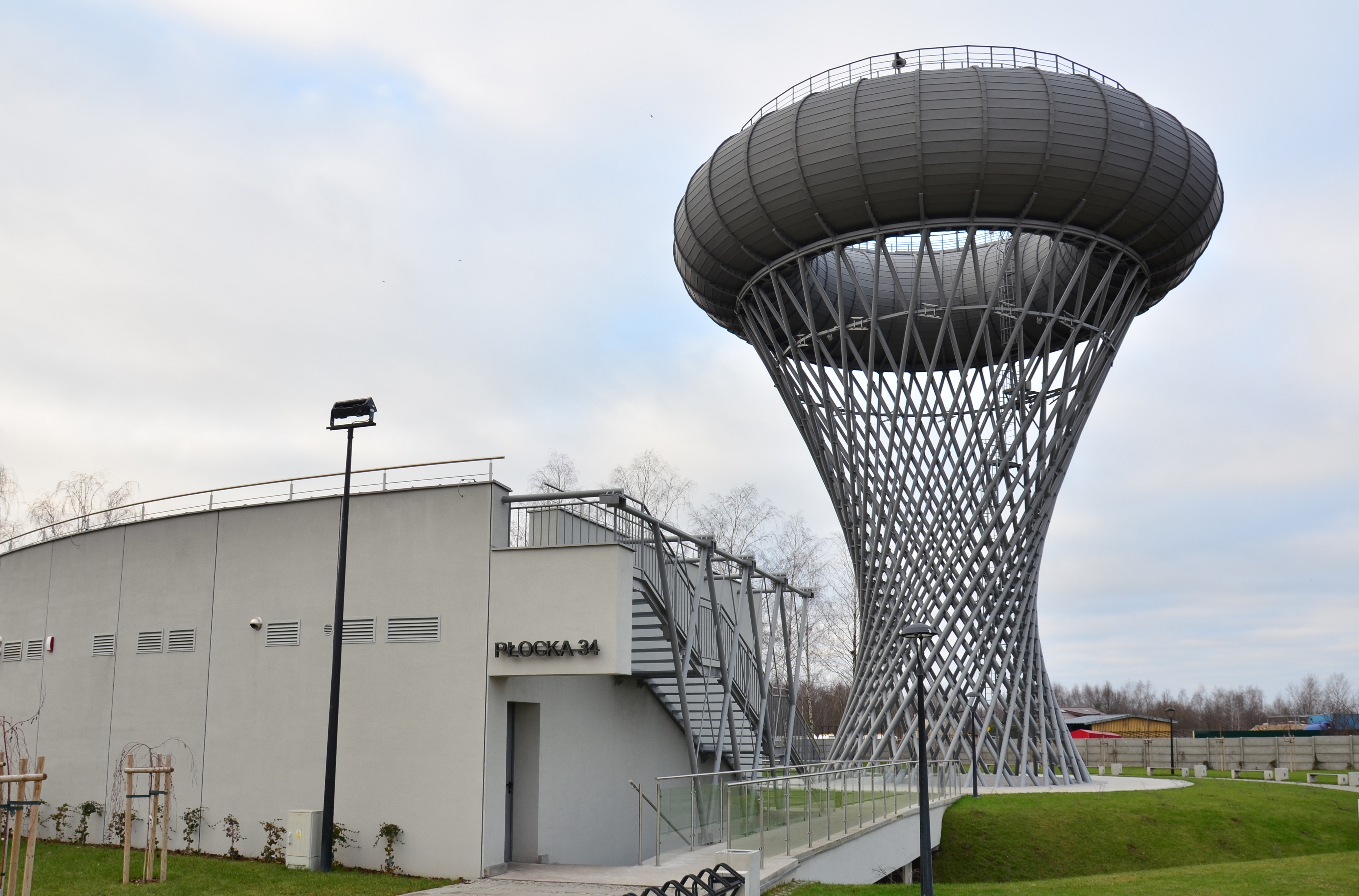
Dawna wieża ciśnień obecnie Park Nauki Torus, ul. Płocka 34

Po wojnie nastąpił szybki rozwój miasta. W latach 60. XX w. zbudowano kilka filii zakładów przemysłowych z Warszawy m.in. Fabryki Wyrobów Precyzyjnych im. gen. Karola Świerczewskiego, Fabryki Obrabiarek Precyzyjnych „Avia”. Do 1954 roku siedziba wiejskiej gminy Nużewo. Najlepszym okresem były lata po 1975 r., kiedy Ciechanów był stolicą województwa ciechanowskiego, w 1975 rozpoczęła pracę największa w kraju wówczas fabryka stolarki budowlanej produkująca na licencji szwedzkiej. Po 1989 r. miasto dotknęła fala bezrobocia. W 1998 Ciechanów stał się miastem powiatowym, jako jedno z trzech byłych miast wojewódzkich, nie został miastem na prawach powiatu (pozostałe dwa to Piła i Sieradz).

### Kasztelanowie ciechanowscy
- 1240 – Pomścibor[15].
- 1254 – Racibor[30].
- 1297 – Ziemak[31].
- 1333 – Paweł[32].
- 1343 – Paweł zwany Warda[33].
- 1347 – Piotr[34].
- inf. w latach 1431–1448 – Mikołaj z Dobrzankowa[35].
- od 1462 – Jakub z Boglewicz[36].
- inf. w latach 1471–1492 – Jakub z Gołymina[37].
- 1504 – Mikołaj z Obór[38].
- 1510 – Pomścibor z Pawłowa[39].
- 1516 – Ziemak z Cieksyna[40].

### Zmiany terytorialne na przestrzeni lat
Od I wojny światowej Ciechanów stopniowo rozszerzał swe granice miejskie. Największa taka zmiana miała miejsce w 1977 roku, kiedy to włączono do miasta wiele ościennych terenów. Inne zmiany granic miały miejsce w latach 1916, 1954, 1961, 1973 oraz 2004. Większość z nazw włączonych obszarów nadal jest w użytku przez ludność miejscową.
| Rok  | Obszar włączany do miasta | Obszar włączany do miasta               | Powierzchnia włączona |
| ---- | ------------------------- | --------------------------------------- | --------------------- |
| 1916 | Gmina Nużewo              | wieś Ostatni Grosz                      | b.d                   |
| 1954 | Gmina Nużewo              | gromada Kargoszynek                     | b.d                   |
| 1954 | Gmina Nużewo              | gromada Śmiecin Nowy                    | b.d                   |
| 1954 | Gmina Nużewo              | wieś Tatary                             | b.d                   |
| 1961 | Gromada Ciechanów         | część wsi Gostkowo                      | b.d                   |
| 1973 | Gmina Ciechanów           | część sołectwa Gostkowo                 | 21,11 ha              |
| 1973 | Gmina Ciechanów           | część sołectwa Kargoszyn                | 20,21 ha              |
| 1973 | Gmina Ciechanów           | część sołectwa Niechodzin               | 82,64 ha              |
| 1973 | Gmina Ciechanów           | część sołectwa Pęchcin                  | 1,63 ha               |
| 1973 | Gmina Ciechanów           | część sołectwa Stary Śmiecin            | 120 ha                |
| 1973 | Gmina Ciechanów           | część sołectwa Szczurzynek              | 33,52 ha              |
| 1977 | Gmina Ciechanów           | sołectwo Gostkowo                       | b.d                   |
| 1977 | Gmina Ciechanów           | sołectwo Krubin                         | b.d                   |
| 1977 | Gmina Ciechanów           | sołectwo Krubinek                       | b.d                   |
| 1977 | Gmina Ciechanów           | część sołectwa Bielin                   | 197,61 ha             |
| 1977 | Gmina Ciechanów           | część sołectwa Chruszczewo              | 8,62 ha               |
| 1977 | Gmina Ciechanów           | część sołectwa Gąski                    | 4,11 ha               |
| 1977 | Gmina Ciechanów           | część sołectwa Grędzice                 | 218,94 ha             |
| 1977 | Gmina Ciechanów           | część sołectwa Niechodzin               | 236,92 ha             |
| 1977 | Gmina Ciechanów           | część sołectwa Pęchcin                  | 22,48 ha              |
| 1977 | Gmina Ciechanów           | część sołectwa Śmiecin                  | 306,41 ha             |
| 2004 | Gmina Opinogóra Górna     | część obrębu ewidencyjnego Chrzanówek   | 15,99 ha              |
| 2004 | Gmina Opinogóra Górna     | część obrębu ewidencyjnego Władysławowo | 16,81 ha              |

Dodatkowo w 1977 r. doszło do wyłączenia obszaru Ciechanowa o powierzchni 501,16 ha do gminy Opinogóra Górna.
W czasie II wojny światowej doszło do innego, równie znacznego poszerzenia zmiany granic, dokonanego przez władze niemieckie jednak po zakończeniu działań wojennych uznano wszystkie akty zmieniające podział terytorialny za niebyłe, cofając zmiany terytorium Ciechanowa. Większość z tego obszaru jednak była stopniowo ponownie włączana do miasta w wyżej wymienionych latach.

## Demografia
- Ludność Ciechanowa w ujęciu historycznym[48][49]:

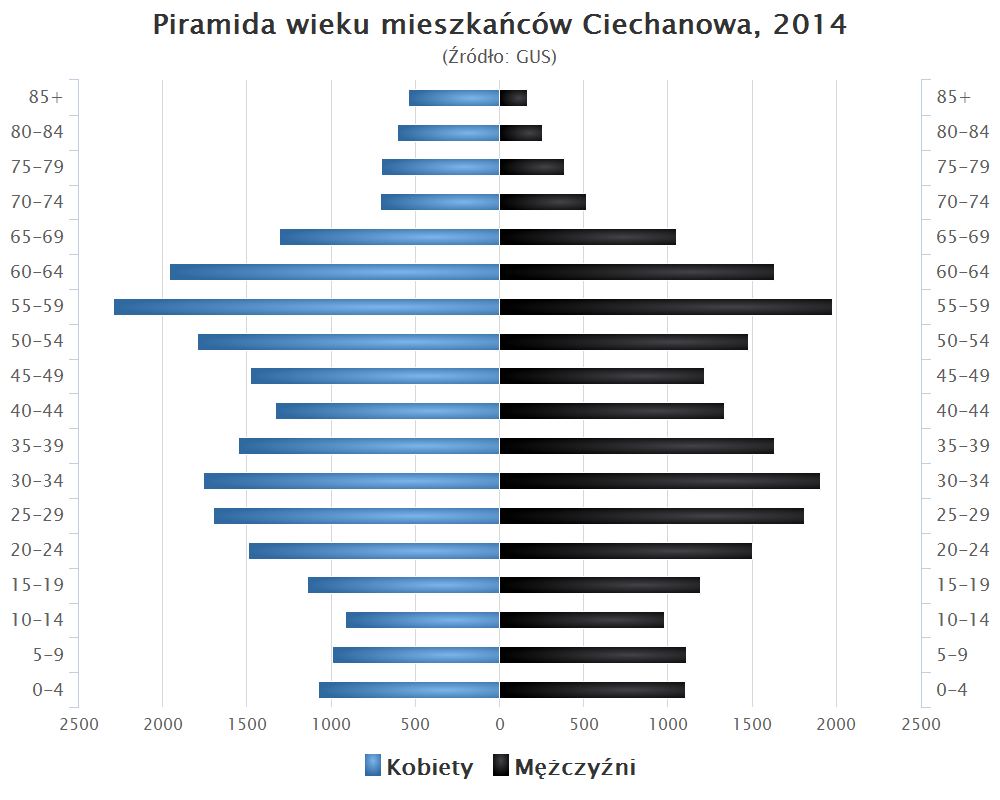
Piramida wieku mieszkańców Ciechanowa w 2014 roku

## Polityka
Prezydentem miasta, od 2014 roku, jest Krzysztof Kosiński.

### Prezydenci Ciechanowa (od 1973)
| Lp.  | Zdjęcie | Imię i nazwisko (ugrupowanie polityczne) | Objęcie urzędu | Złożenie urzędu | Uwagi                                                              |
| ---- | ------- | ---------------------------------------- | -------------- | --------------- | ------------------------------------------------------------------ |
| -    |         | Kazimierz Chrostowski (PZPR) (1926-1995) | 1973           | 1975            | Jako naczelnik miasta                                              |
| 1.   |         | Tadeusz Czyżewski (PZPR) (1934-2014)     | 23.09.1975     | 16.12.1980      | Urząd Prezydenta utworzony                                         |
| 2.   |         | Kazimierz Chrostowski (PZPR) (1926-1995) | 1981           | 1985            |                                                                    |
| 3.   |         | Marcin Stryczyński (PZPR) (1947-)        | 1986           | 1990            |                                                                    |
| 4.   |         | Tadeusz Bochnia (bezpartyjny) (1956-)    | 1990           | 1994            | Jako pierwszy, wybrany w wyborach powszechnych                     |
| (3.) |         | Marcin Stryczyński (SLD) (1947-)         | 1994           | 1998            | (ponownie)                                                         |
| 5.   |         | Lech Gąsiorowski (AWS) (1951-)           | 1998           | 2000            | Odwołany, w związku z rozpadem koalicji w Radzie Miasta            |
| (3.) |         | Marcin Stryczyński (SLD) (1947-)         | 2000           | 2002            | (ponownie) p.o.                                                    |
| 6.   |         | Waldemar Wardziński (PO) (1955-)         | 2002           | 8.12.2014       | Sprawował swój urząd 3 kadencje                                    |
| 7.   |         | Krzysztof Kosiński(PSL) (1988-)          | 8.12.2014      | nadal           | W wyborach w 2018 roku uzyskał reelekcję, otrzymując 83,59% głosów |

Posłowie na Sejm są wybierani z okręgu wyborczego nr 16 (Płock).

## Gospodarka

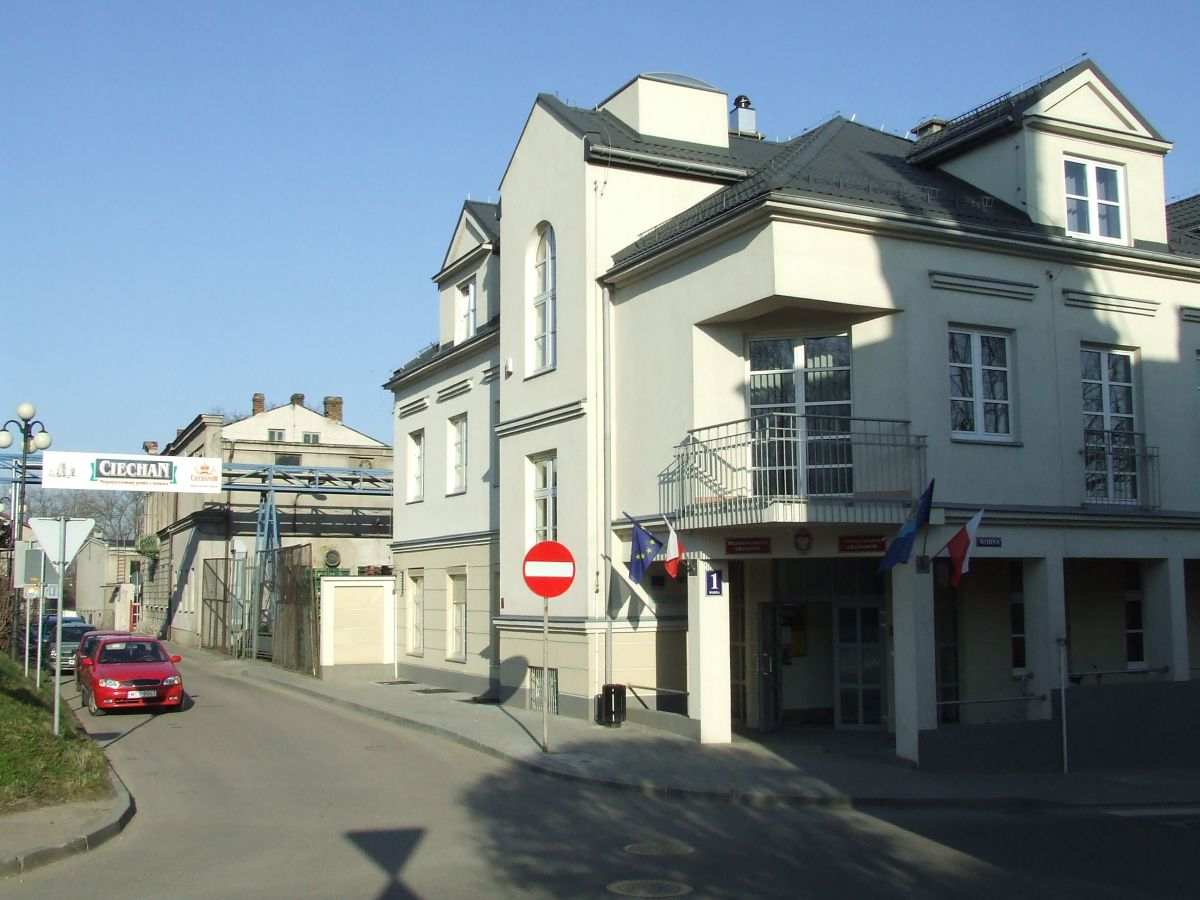
Ul. Kilińskiego 4/8 – brama wjazdowa i dawny budynek Administracji browaru (obecnie Nowy Urząd Miasta)

Jest ośrodkiem przemysłu maszynowego, środków transportu, metalowego, elektrotechnicznego i spożywczego.
Regionalnym browarem jest założony w 1864 roku Browar Ciechan.

### Pozarządowe organizacje gospodarcze
- Mazowiecka Izba Gospodarcza
- Zrzeszenie Prywatnego Handlu i Usług
- Regionalny Ośrodek EFS
- Stowarzyszenie Księgowych w Polsce – Oddział terenowy w Ciechanowie
- Fundacja Gospodarcza im. Karola Marcinkowskiego w Ciechanowie
- Europejskie Towarzystwo Rozwoju Kompetencji Społecznych im. Johna Deweya

### Inne organizacje pozarządowe
- „Być Jak Inni” Fundacja Pomocy Dzieciom, Młodzieży i Dorosłym Niepełnosprawnym
- Fundacja „Pomóż Zdrowiu”
- Zarząd Rejonowy Polskiego Czerwonego Krzyża – Polskie Stowarzyszenie Diabetyków (Oddział Powiatowy w Ciechanowie)
- Stowarzyszenie „Akademia Kultury”
- Stowarzyszenie „Ciechanowska Grupa Rowerowa”
- Stowarzyszenie „Młodzi w Regionie”
- Stowarzyszenie Wolontariat Pamięci

## Transport

### Transport drogowy
Przez Ciechanów przebiegają drogi:

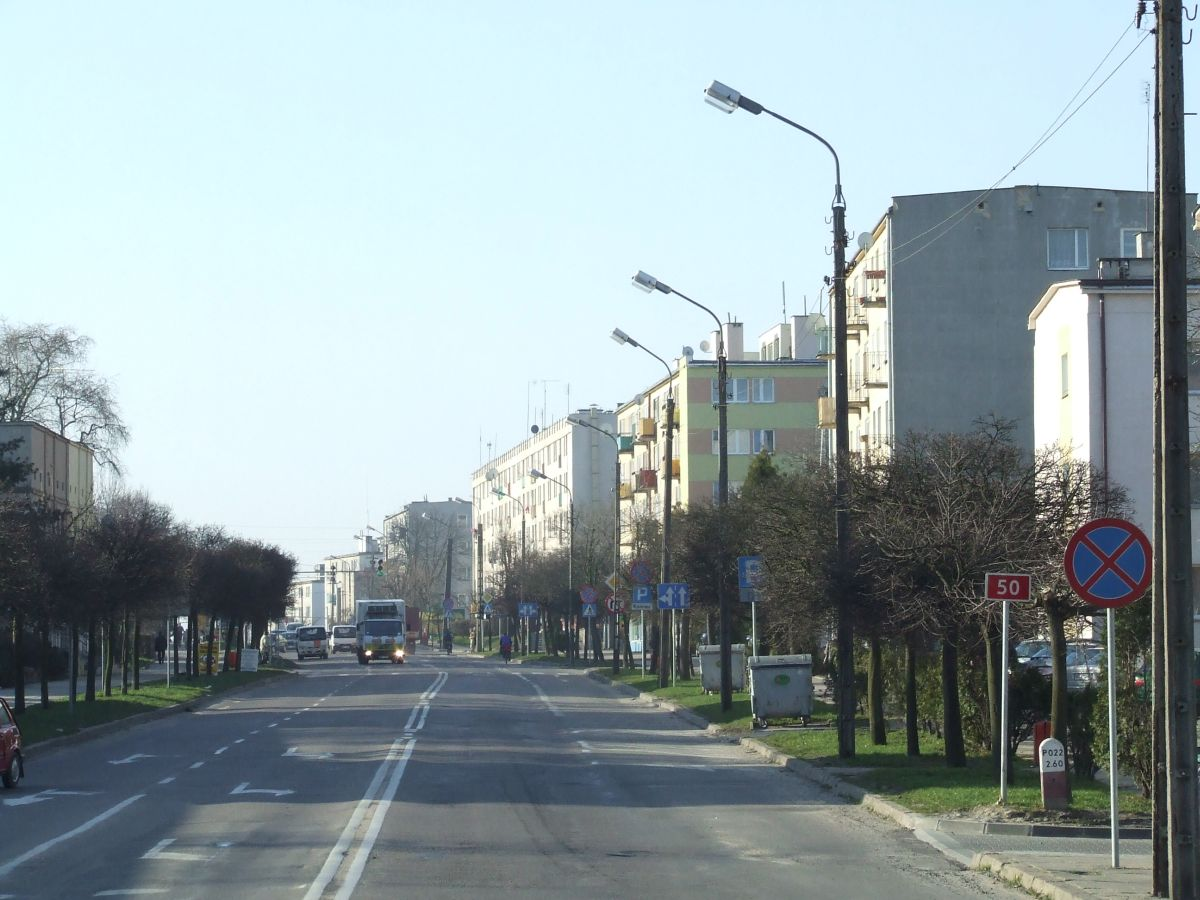
Fragment DK 50

- 50 – droga krajowa nr 50: Ciechanów – Płońsk – Wyszogród – Sochaczew – Żyrardów – Mszczonów – Grójec – Góra Kalwaria – Kołbiel – Mińsk Mazowiecki – Łochów – Brok – Ostrów Mazowiecka
- 60 – droga krajowa nr 60: Łęczyca – Kutno – Gostynin – Płock – Bielsk – Drobin – Raciąż – Glinojeck – Ciechanów – Maków Mazowiecki – Różan – Ostrów Mazowiecka
- 615 – droga wojewódzka nr 615: Mława – Stupsk – Konopki – Krośnice – Pniewo-Czeruchy – Ciechanów
- 616 – droga wojewódzka nr 616: Rembielin – Krzynowłoga Mała – Rzęgnowo – Grudusk – Ciechanów
- 617 – droga wojewódzka nr 617: Przasnysz – Wola Wierzbowska – Przedwojewo – Ciechanów

### Komunikacja miejska
Komunikację miejską na zlecenie Urzędu Miasta Ciechanów obsługuje ZKM Ciechanów. Operator świadczy usługi na 15 liniach autobusowych. ZKM Ciechanów działa również na zlecenie gmin: Ciechanów, Golymin-Ośrodek, Opinogóra Górna i Ojrzeń.

### Taxi
W Ciechanowie działają trzy postoje taksówek, liczni prywatni przewoźnicy oraz działa usługa Bolt.

### Transport kolejowy
Przez miasto przebiega linia kolejowa nr 9 (Warszawa – Gdynia) na której znajdują się dwie stacje: Ciechanów i Ciechanów Przemysłowy.
Do 1987 roku przez miasto przebiegała trasa kolei wąskotorowej będąca częścią Mławskiej Kolei Dojazdowej.

### Transport lotniczy
W 2013 otworzono sanitarne lądowisko przy ul. Powstańców Wielkopolskich. Lądowisko znajduje się na terenie Specjalistycznego Szpitala Wojewódzkiego w Ciechanowie.

## Architektura

### Zabytki

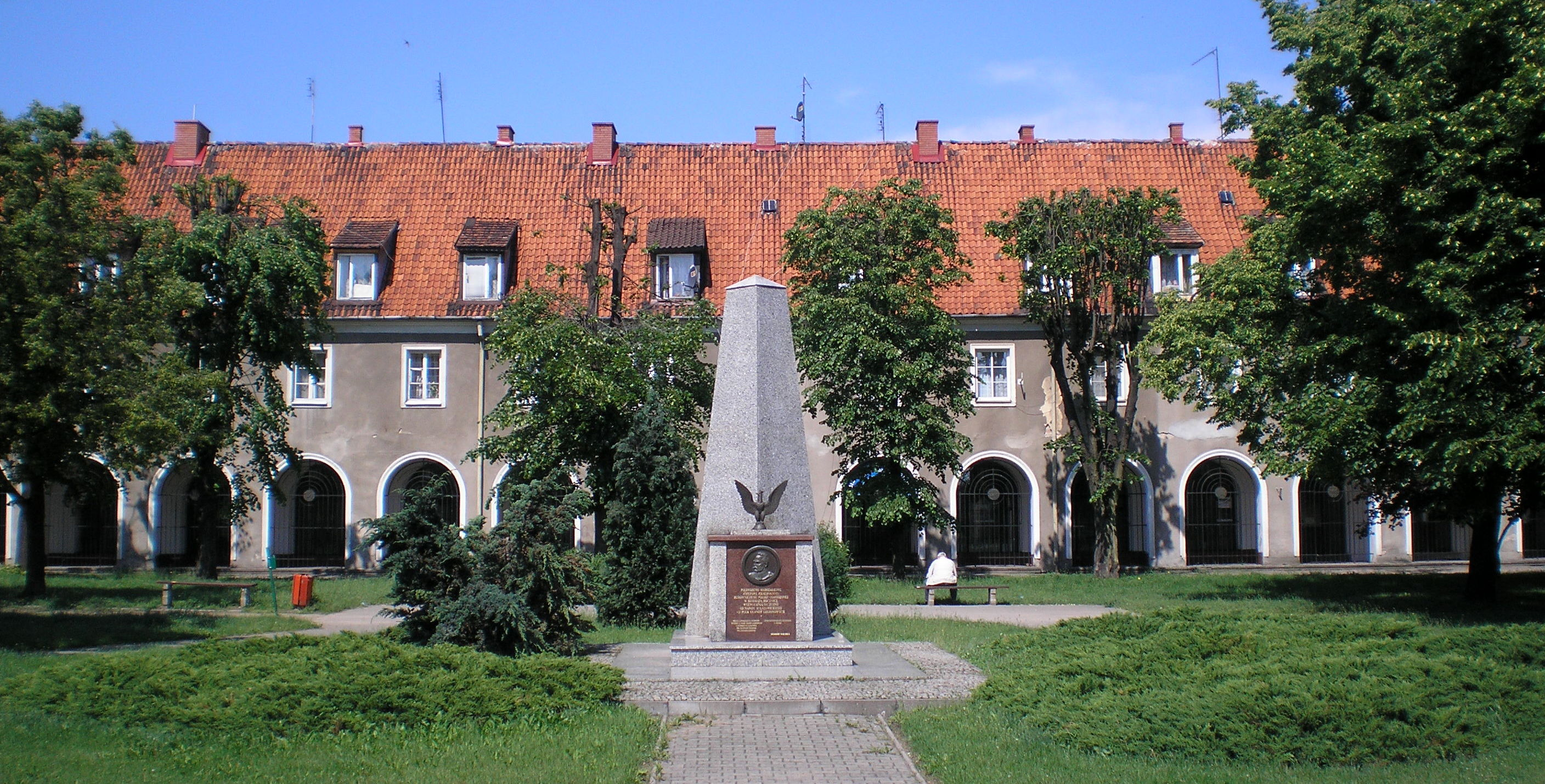
Krzywa Hala i obelisk

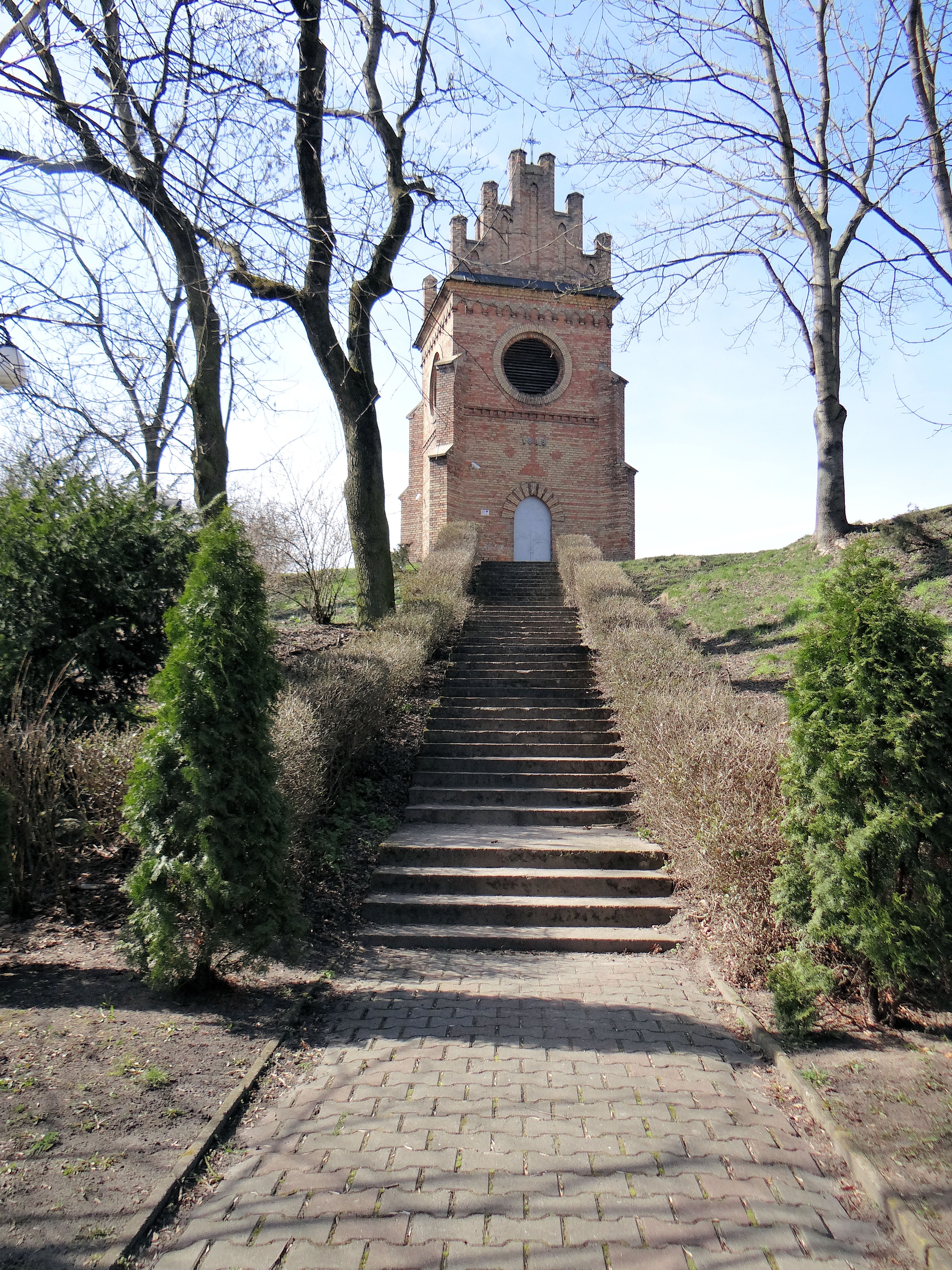
Neogotycka dzwonnica (Farska Góra)

- Zamek książęcy z XIV wieku – ruiny
- Farska Góra – grodzisko z XI (VII) w., na górze neogotycka dzwonnica (1889)
- Kościół farny w Ciechanowie (XVI w.)
- Ratusz (1844)
- Cmentarz rzymskokatolicki przy ul. Płońskiej – założony na początku XIX w., z licznymi starymi, zabytkowymi grobami
- Nowy cmentarz żydowski w Ciechanowie – założony pod koniec XIX w. (W Ciechanowie istniały jeszcze dwa inne cmentarze żydowskie – najstarszy i stary, które jednak obecnie nie istnieją i nie są zabytkami)
- Średniowieczny układ urbanistyczny (z rynkiem i trójkątnym placem przedlokacyjnym)
- Kościół poaugustiański (XVI w.) i budynek d. klasztoru (XVII w.)

### Obiekty nieistniejące
- Kościół św. Małgorzaty – gotycki, murowany, wzmiankowany ok. 1427 r. Remontowany w 1678 r. Od połowy XVIII w. w ruinie. Rozbiórki najprawdopodobniej dokonali Prusacy – po 1797 r. (lokalizacja: ul. 17-go Stycznia w pobliżu gmachu Starostwa Powiatowego)
- Kościół św. Ducha – murowany, na planie kwadratu, jednonawowy – erygowany w 1533 r., remontowany w latach 1632–1674. W XVIII w. w ruinie. Rozebrany po 1797 r. (lokalizacja: posesja Ropelewskich przy ul. Warszawskiej 25)
- Kościół św. Piotra – wzmiankowany w 1598 r. jako najstarsza świątynia parafialna. Drewniany, jednonawowy o czterech oknach. W ruinie od XVIII w. Rozebrany na pocz. wieku XIX. (lokalizacja: posesja Lenca przy ul. Augustiańskiej, róg Orylskiej).
- Kamienica z XV/XVI w. przy pl. Jana Pawła II 5. Zachowane są tylko gotyckie piwnice (obecnie zasypane), odkryte w czasie wykopalisk w latach 1976–1981[51].

## Osiedla
| - Osiedle Nr 1 – „Powstańców Wielkopolskich” - Osiedle Nr 2 – „Aleksandrówka II” - Osiedle Nr 3 – „Aleksandrówka” - Osiedle Nr 4 – „Śródmieście” | - Osiedle Nr 5 – „Płońska” - Osiedle Nr 6 – „Słoneczne” - Osiedle Nr 7 – „Przemysłowe” - Osiedle Nr 8 – „Kwiatowe” | - Osiedle Nr 9 – „Bloki” - Osiedle Nr 10 – „Kargoszyn” - Osiedle Nr 11 – „Podzamcze” - Osiedle Nr 12 – „Zachód” |

## Kultura

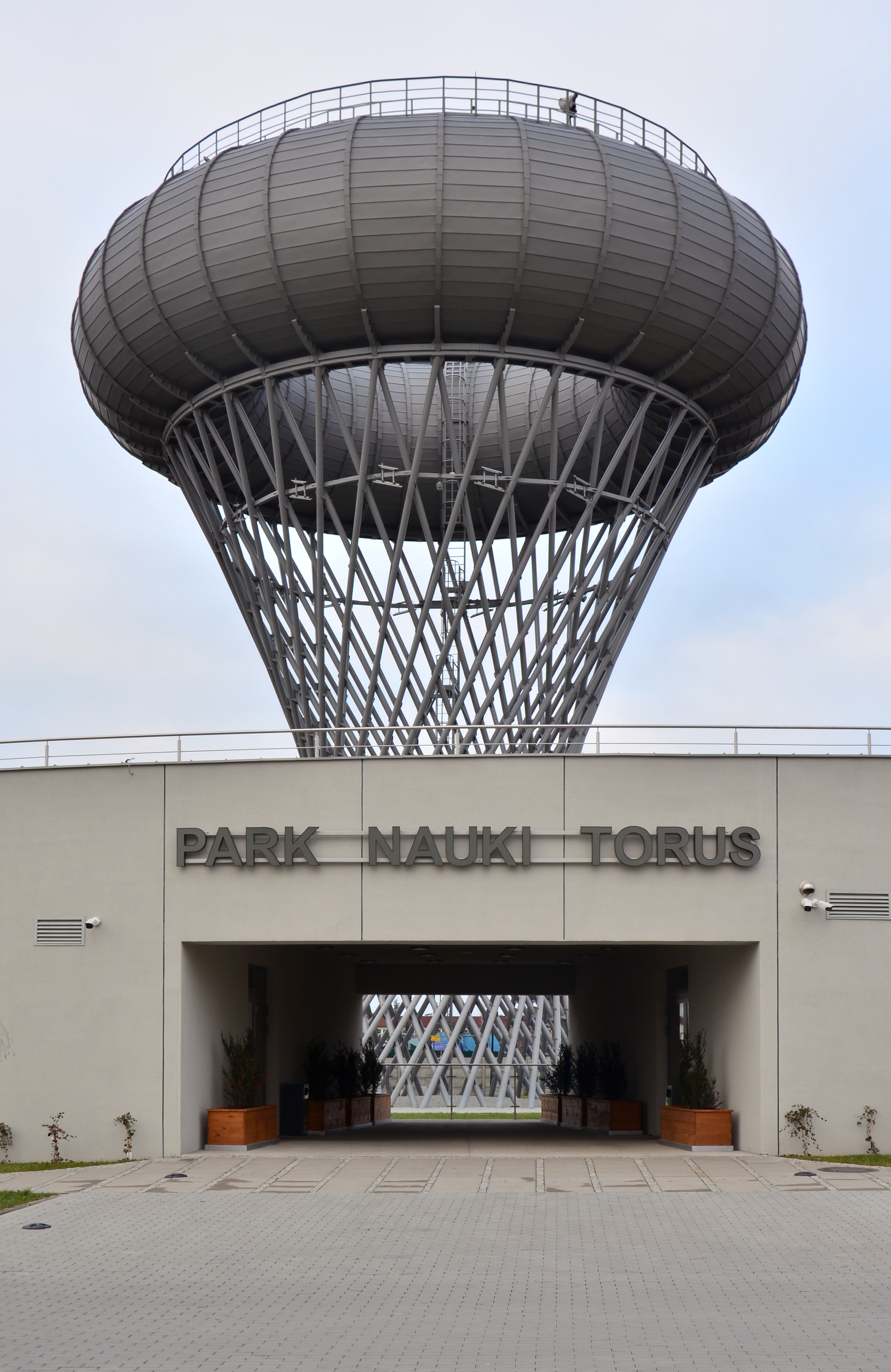
Park Nauki Torus, ul. Płocka 34

- Ciechanowski Ośrodek Edukacji Kulturalnej Studio
- Powiatowe Centrum Kultury i Sztuki w Ciechanowie
- Muzeum Szlachty Mazowieckiej w Ciechanowie
- Miejska Biblioteka Publiczna w Ciechanowie
- Powiatowa Biblioteka Publiczna w Ciechanowie
- Kino Łydynia
- Park Nauki „Torus”[52]

### Imprezy cykliczne
- Spotkania z Historią (wrzesień)
- Dni Ciechanowa (koniec czerwca)
- Rap Festiwal (koniec sierpnia)
- Ciechanowskie Otwarte Spotkania Motocyklowe (drugi weekend maja)
- Spring Blues Night Festiwal (maj)

### Organizacje artystyczne
- Rozmyty Kontrast – Grupa Teatralna
- Ludowy Zespół Artystyczny „Ciechanów”
- Formacja Artystyczna „FreakShow”
- Maori – grupa tańca z ogniem
- Orkiestra Dęta OSP Ciechanów

## Media

### Prasa
- Czas Ciechanowa
- Tygodnik Ciechanowski
- Tygodnik Ilustrowany (tygodnik bezpłatny)
- Puls Ciechanowa (gazeta bezpłatna) pełna nazwa: PULS Magazyn Opinii Ziemi Ciechanowskiej

### Radio
- Katolickie Radio Diecezji Płockiej (KRDP) – 103,9 FM
- RMF Maxx Mazowsze (Ciechanów) – 89,6 FM
- Radio Maryja – 91,8 FM
- Polskie Radio 24 – 95,5 FM
- Radio Rekord Mazowsze – 88,7 FM
- Radio 7 – 100,5 FM
- RMF MAXX - 95, 8 FM

### Portale internetowe
- pulsciechanowa.pl – lokalny portal informacyjny – obejmujący swym zasięgiem powiat ciechanowski.
- ciechanowinaczej.pl – Lokalny portal informacyjny obejmujący swoim zasięgiem cały powiat ciechanowski
- Ciech24.pl – Lokalny portal informacyjny obejmujący swoim zasięgiem cały powiat ciechanowski
- CiechTivi.pl – Lokalny portal informacyjny z relacjami filmowymi
- 06-400.pl – Lokalna platforma blogowa
- TV Ciechanów Internetowa Telewizja Informacyjna - www.tvciechanow.pl

## Oświata i nauka
| - Szkoła Podstawowa nr 1 im. KEN - Szkoła Podstawowa nr 3 im. Orła Białego w Ciechanowie - Szkoła Podstawowa nr 4 im. 21 Warszawskiego Pułku Piechoty „Dzieci Warszawy” - Szkoła Podstawowa nr 5 im. Władysława Broniewskiego - Szkoła Podstawowa nr 6 im. Tadeusza Kościuszki - Szkoła Podstawowa z Oddziałami Integracyjnymi nr 7 im. Jana Pawła II - Społeczna Szkoła Podstawowa STO im. Ireny Sendlerowej - Szkoła Podstawowa TWP | - I Liceum Ogólnokształcące im. Zygmunta Krasińskiego - I Liceum Ogólnokształcące „Feniks” - I Liceum Ogólnokształcące PUL im. 11 Pułku Ułanów Legionowych - Zespół Szkół nr 1 im. Józefa Bema - Zespół Szkół nr 2 im. Adama Mickiewicza - Zespół Szkół nr 3 im. Stanisława Staszica - Zespół Szkół Technicznych im. Stanisława Płoskiego |

### Uczelnie
- Państwowa Akademia Nauk Stosowanych im. Ignacego Mościckiego w Ciechanowie
- Akademia Humanistyczna w Pułtusku – Wydziały Socjologii i Wydział Zamiejscowy Turystyki, Hotelarstwa i Promocji Środowiska
- Wyższa Szkoła Menedżerska w Warszawie – Wydział Zamiejscowy
- Wyższa Szkoła Biznesu i Zarządzania w Ciechanowie

## Turystyka
- Muzeum Szlachty Mazowieckiej
- Zamek w Ciechanowie – gotycki z lat 80 XIV w., przykład zamku nizinnego.
- Cukrownia w Ciechanowie
- Trakt Książęcy
- Wieża ciśnień w Ciechanowie
- Krzywa Hala – główny budynek niemieckiej dzielnicy, która powstała w czasie II wojny światowej. Zachowała się także cała dzielnica niemiecka.
- Kościół Narodzenia Najświętszej Marii Panny w Ciechanowie – późnogotycka pseudobazylika z pierwszej ćwierci XVI w.
- Ratusz – neogotycki z XIX w.

## Religia
W Ciechanowie działają dwa zbory Świadków Jehowy, sześć parafii rzymskokatolickich i dwie wspólnoty o charakterze ewangelicznym:

### Kościół Chrystusowy w RP
- Społeczność Chrześcijańska w Ciechanowie[53]

### Inne
- Kościół Pana Jezusa Chrystusa w Ciechanowie[54]

### Kościół katolicki
- dekanat ciechanowski wschodni:
  - parafia Świętej Tekli

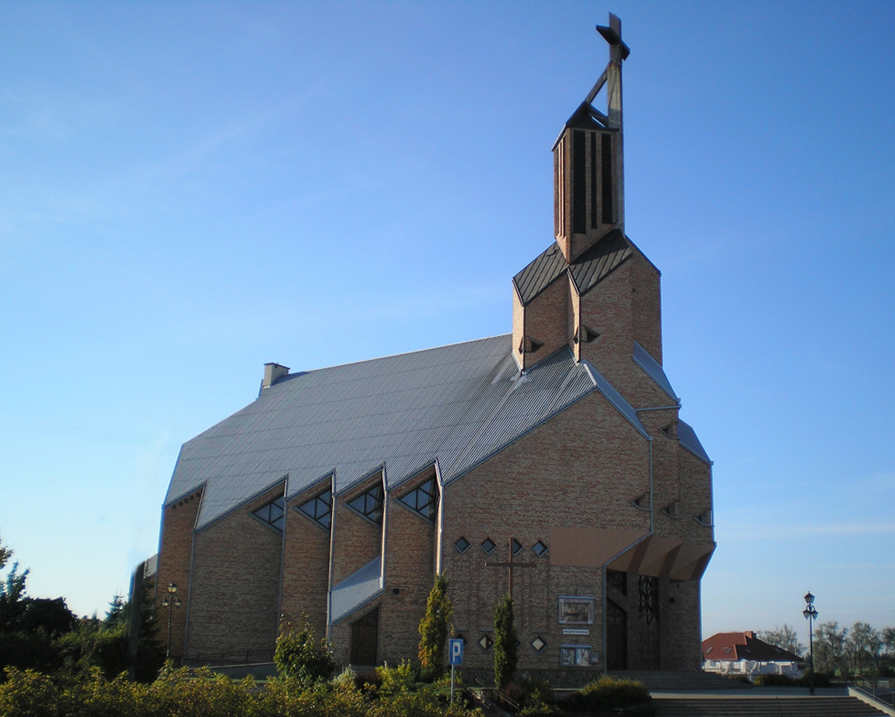
Kościół parafialny Świętego Piotra Apostoła

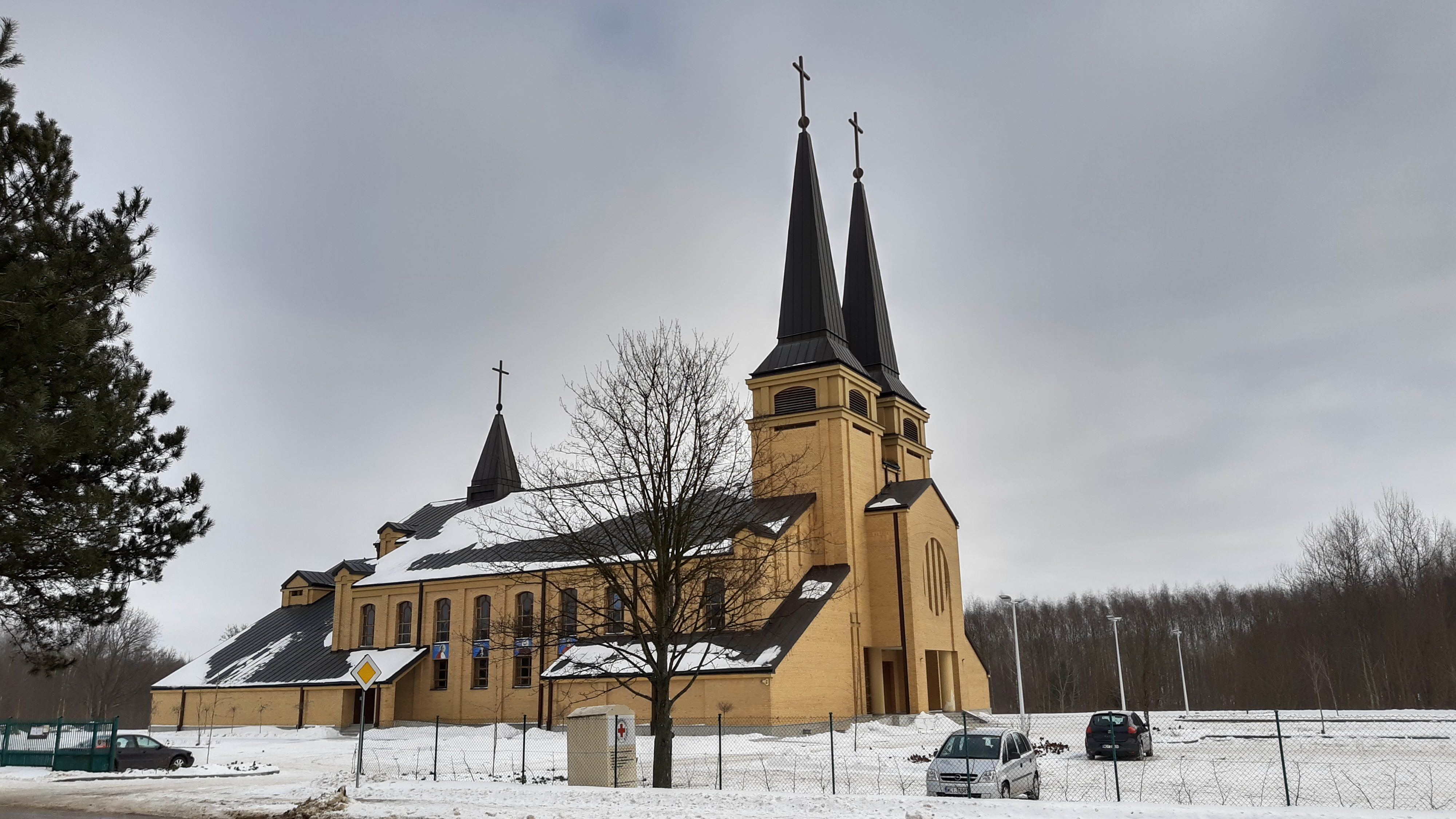
Parafia Matki Bożej Fatimskiej

  - parafia Świętego Franciszka z Asyżu
  - parafia Świętego Józefa
  - parafia Błogosławionych Płockich Biskupów Męczenników
- dekanat ciechanowski zachodni:
  - parafia Matki Bożej Fatimskiej
  - parafia Świętego Piotra Apostoła

### Świadkowie Jehowy
- Zbór Ciechanów-Aleksandrówka
- Zbór Ciechanów-Podzamcze z Salą Królestwa[55]

## Sport i rekreacja

### Harcerstwo
- 1 Ciechanowska Drużyna Harcerzy „Burza”[56]
- Hufiec Ciechanów Chorągwi Mazowieckiej ZHP[57]
- 14 Wielopoziomowa Koedukacyjna Medyczna Drużyna Harcerska „Cordis”
- 12 Przyparafialna Wielopoziomowa Drużyna Harcerska „Feniks”
- 3 Ciechanowska Wielopoziomowa Drużyna Harcerska „Żywioły”

### Baza sportowo-rekreacyjna
- Stadion Miejski (ul. 3 Maja 7)
- Kryta Pływalnia (ul. 17 Stycznia 60B)
- Basen otwarty (ul. Kraszewskiego)
- Kąpielisko otwarte „Krubin”
- Kompleksy sportowe przy SP nr 7 (ul. Czarnieckiego 40) oraz przy SP nr 6 (ul. Tatarska)
- Lodowisko (ul. 17 Stycznia)
- Orlik (ul. Powstańców Wielkopolskich 1)
- Obiekt hotelowo-gastronomiczny „Olimpijski”
- Hale sportowe:

1. hala sportowa im. Ireneusza Palińskiego (ul. Kraszewskiego 8)
2. hala widowiskowo-sportowa (ul. 17 Stycznia 60C)
3. hala sportowa przy Szkole Podstawowej nr 3
4. hala sportowa przy Szkole Podstawowej nr 4
5. hala sportowa przy Szkole Podstawowej nr 7

### Kluby sportowe
| - Ciechanowski Ludowy Klub Sportowy „Mazovia” Podnoszenie ciężarów – Ekstraklasa - Klub Petanki Ciechan Pétanque – II liga PFP - Miejski Klub Sportowy „Jurand” Piłka ręczna – I Liga Kolarstwo - Miejski Klub Sportowy Ciechanów Piłka nożna – V liga | - Towarzystwo Sportowe w Ciechanowie Tenis stołowy – III i V liga - SKS Trójka Ciechanów Piłka nożna – juniorzy Piłka ręczna – juniorzy Koszykówka – juniorzy - Ciechanowski Klub Karate Kyokushin - Międzyszkolny Pływacki Klub Sportowy „Orka” pływanie - Ludowy Klub Sportowy MATSOGI Ciechanów Taekwon-Do ITF | - Towarzystwo Krzewienia Kultury Fizycznej Miejskie Ognisko „Promyk” Taekwon-Do WTF Kick-boxing Brydż sportowy Biegi lekkoatletyczne Szachy - Ciechanowski Klub Jeździecki Jeździectwo |

## Miasta partnerskie

### Meudon[58]
Państwo:  Francja
Data podpisania umowy: 4 listopada 1972
Formy współpracy:
1. wymiana doświadczeń w zakresie funkcjonowania administracji lokalnej, wizyty delegacji oficjalnych
2. wymiana kulturalna, koncerty zespołów, udział w Targach Bożonarodzeniowych miast partnerskich, współpraca zespołów artystycznych
3. wymiana grup sportowych
4. współpraca szkół – realizacja wspólnych programów edukacyjnych

### Haldensleben
Państwo:  Niemcy
Data podpisania umowy: 25 września 1992
Formy współpracy:
1. kontakty oficjalne, wymiana doświadczeń w zakresie funkcjonowania administracji lokalnej i przedsiębiorstw komunalnych
2. wymiana grup dzieci i młodzieży
3. współpraca kulturalna, wspólne warsztaty artystyczne, koncerty zespołów, uczestnictwo w imprezach kulturalnych obu miast
4. współpraca szkół
5. działania artystyczne plastyka ciechanowskiego Marka Zalewskiego w Haldensleben – sympozja, plenery, wystawy

### Chmielnicki
Kraj:  Ukraina
Data podpisania umowy: 27 listopada 1997
Formy współpracy:
1. wymiana kulturalna, koncerty zespołów artystycznych, udział w imprezach kulturalnych
2. pośrednictwo w nawiązywaniu kontaktów gospodarczych obu miast
3. wymiana doświadczeń w zakresie restrukturyzacji gospodarczej i przeobrażeń społecznych

### Brezno[59]
Państwo:  Słowacja
Data podpisania umowy: 21 czerwca 2001
Formy współpracy:
1. wymiana kulturalna, koncerty zespołów artystycznych, udział w imprezach kulturalnych
2. pośrednictwo w nawiązywaniu kontaktów gospodarczych obu miast
3. wymiana doświadczeń w zakresie restrukturyzacji gospodarczej i przeobrażeń społecznych

### Bielawa
Państwo:  Polska
Data podpisania umowy: 5 października 2011
Formy współpracy:
1. wymiana doświadczeń w zakresie funkcjonowania administracji lokalnej, wizyty delegacji oficjalnych
2. pośrednictwo w kontaktach gospodarczych oraz handlowych
3. wymiana grup sportowych
4. współpraca w dziedzinie kultury

### Silistra
Państwo:  Bułgaria
Data podpisania umowy: 18 października 2023
Formy współpracy:
1. wymiana dzieci i młodzieży w obszarach edukacji
2. współpraca w dziedzinie kultury
3. współpraca w dziedzinie sportu